# Benoît Pelletier-Volméranges
Benoît Pelletier-Volméranges (* 1756 in Orléans; † 24. Februar 1824 in Paris) war ein französischer Schauspieler, Dramatiker und Schauspiellehrer.

## Biographie
Pelletier-Volméranges begann seine Karriere als Schauspieler in der Provinz, was seinem harten Charakter aber gar nicht entsprach, und er tat sich auch schwer im Auswendiglernen. So sehr er auch versuchte, dem Publikum zu gefallen, gelang es ihm nicht wirklich und dieser Zwang schnürte ihn ein. 1797, im Alter von 40 Jahren, debütierte er endlich als Autor mit dem Stück Le Devoir et la nature, das im Théâtre de l’Odéon Uraufführung hatte. 
Ab da trat er selbst nie mehr auf, betätigte sich aber als Schauspiellehrer. Unter anderem in dem 1799 gegründeten Théâtre des jeunes Éleves, bei dem er auch Teilhaber war. Im Jahr 1802 machte er sich selbstständig, indem er das Théâtre Mareux übernahm. Er benutzte seine Verbindungen zu seinen ehemaligen Kompagnons und konnte die Schauspieltruppe des Théâtre des jeunes Éleves für Gastauftritte gewinnen. 
Pelletier-Volméranges’ Stücke fanden beim Publikum großen Anklang. Seine Stücke wurden neben dem Théâtre de l’Odéon auch an anderen Bühnen, wie dem Théâtre de la Gaîté oder dem Théâtre de la Porte Saint-Martin und natürlich auf der eigenen Bühne, aufgeführt. Seine Bühnenstücke wurden oft noch 20 Jahre nach der Uraufführung wieder ins Programm renommierter Theater aufgenommen.
Nach der zwangsweisen Schließung des Théâtre Mareux im Jahr 1807 blieb Pelletier-Volméranges noch lange als Dramatiker tätig.

## Bühnenstücke (Auszug)
- Le Devoir et la nature ou Le conseil de guerre, Drama in 5 Akten (lyrisch), 1797
- Clémence et Waldémar, ou Le peintre par amour, Komödie in 3 Akten (lyrisch), 1803
- Le Mariage du capucin, Komödie in 3 Akten (Prosa), 1803
- Le Fils abandonné, Drama in 3 Akten (Prosa), 1803
- Paméla mariée, ou le Triomphe des épouses, Drama in 3 Akten (Prosa), mit Michel de Cubières, 1804
- Les Frères à l’épreuve, Drama in 3 Akten, 1806
- Les Deux francs-maçons, ou les Coups du hasard, Historiendrama in 3 (Prosa), 1808
- La Servante de qualité, Drama in 3 Akten (Prosa), 1810